# Guillermo Maximiliano Montenegro
Guillermo Maximiliano Montenegro (Esquel, Chubut; 16 de agosto de 1975) es un abogado y político argentino conservador de La Libertad Avanza. Es Diputado de la Nación Argentina por Buenos Aires desde 2023. Fue electo en las elecciones legislativas con el 25,43 % de los votos por la alianza La Libertad Avanza.

## Biografía
Montenegro creció en un entorno comprometido con la política, lo que influyó en su interés desde temprana edad. Realizó sus estudios secundarios en el Colegio Mitre de la Ciudad Autónoma de Buenos Aires. Obtuvo su título de abogado en la Facultad de Derecho de la Universidad de Buenos Aires. Es socio y fundador del estudio jurídico Montenegro Pávito & Asociados.

## Política
La carrera política de Montenegro se caracteriza por su participación en diferentes movimientos. En 1994 se sumó al Movimiento por la Dignidad y la Independencia (MODIN) de la Capital Federal. Fue Vicepresidente de la Juventud de dicho Partido hasta 1996. 
A fines del 2009 comenzó a militar en Propuesta Republicana (PRO), dentro del espacio liderado por el diputado Federico Pinedo, donde participó activamente hasta 2011. Durante este período, contribuyó a la formación del grupo Consensuar, promoviendo iniciativas de diálogo y consenso político.
En 2014, se unió como Secretario y más tarde asumió también el cargo de Director Ejecutivo en la Fundación Oid Mortales, una organización dedicada a la educación y capacitación de líderes a través del fomento, estudio, investigación y divulgación de las ciencias humanísticas, con un enfoque en el desarrollo de políticas públicas. Sin embargo, en marzo de 2021, renunció a la fundación tras desvincularse del espacio liderado por Villarruel, debido a diferencias ideológicas y políticas irreconciliables. 
En 2015 se sumó al espacio de Diego Santilli y fue Jefe de Despacho del Legislador porteño José Luis Acevedo (PRO) y asesor en diversas comisiones entre ellas Reforma Política, Constitucional, Salud, Vivienda, Promoción Social, Tránsito y Transporte de la Legislatura de la Ciudad Autónoma de Buenos Aires.
En 2020, participó activamente en la fundación del Instituto República, donde asumió el rol de Director Operativo. Esta organización fue creada con el propósito de consolidar un semillero político para formar líderes comprometidos con la transformación de Argentina, promoviendo la profesionalización de la política y el desarrollo de habilidades en diálogo, gestión y negociación. Surgido como una respuesta política y académica al Instituto Patria del kirchnerismo, el Instituto República se destacó por su enfoque innovador y su expansión a nivel nacional, creando redes colaborativas que fortalecieron el intercambio de ideas y propuestas para el desarrollo del país. Ocupó el cargo de Director Operativo hasta julio de 2021. 
En marzo de 2021, se incorporó al espacio de Javier Milei durante la campaña a diputados de La Libertad Avanza, desempeñándose como estratega político de Victoria Villarruel. 
Tras el ingreso de Milei y Villarruel a la Cámara de Diputados, fue designado como Jefe de Despacho de Victoria Villarruel. En este rol, coordinó las actividades legislativas y administrativas, contribuyendo a la gestión parlamentaria de la diputada. Su labor se centró en fortalecer la presencia política del espacio, alineándose con los principios de libertad y renovación impulsados por La Libertad Avanza.
El 8 de julio de 2022, fue elegido Secretario General del Partido Demócrata de la Provincia de Buenos Aires, cargo que desempeña actualmente. En esta función, ha enfrentado los desafíos planteados por algunos dirigentes del partido disconformes con la alianza establecida con La Libertad Avanza en la provincia de Buenos Aires. 
Ante los conflictos y tensiones surgidos, y en desacuerdo con el presidente del Partido Demócrata de la Provincia de Buenos Aires y otros miembros, optó por renunciar a su afiliación partidaria para sumarse a La Libertad Avanza. Esta decisión marcó su alineación con los objetivos políticos del espacio liderado por Javier Milei. Su incorporación contribuyó a la organización de La Libertad Avanza en la provincia, consolidando su participación en el desarrollo de la coalición.

## Diputado por la provincia de Buenos Aires
En las elecciones legislativas de 2023, el Frente La Libertad Avanza postulo las candidaturas de Alberto Benegas Lynch, Marcela Pagano y Guillermo Montenegro entre otros a diputados nacionales por la provincia de Buenos Aires y a Javier Milei para Presidente. Resultando electo Diputado de la Nación Argentina por la Provincia de Buenos Aires, luego de integrar el 3° lugar en la nómina de La Libertad Avanza. que obtuvo 2.382.198 votos el 25,43% de los votos.
Se desempeña como Secretario segundo de la comisión de Defensa Nacional de la Cámara de Diputados de la Nación y miembro de las comisiones de Legislación Penal, Seguridad Interior, Prevención de Adicciones y Control del Narcotráfico, Cultura y Mujeres y Diversidad. Comisiones 
Desde el 22 de mayo de 2025, preside el Grupo Parlamentario de Amistad con Perú. Este grupo, integrado en el marco de los Grupos Parlamentarios de Amistad, tiene como propósito fortalecer los lazos bilaterales y multilaterales entre los parlamentarios de Argentina y Perú, promoviendo una cooperación parlamentaria dinámica y efectiva. Entre sus objetivos se encuentran impulsar intercambios en áreas clave como la cultura, la educación, el comercio, el fortalecimiento institucional y el desarrollo sostenible, fomentando el diálogo y la construcción de agendas compartidas para el beneficio mutuo de ambas naciones. 

## Historial electoral
|  | 21,72 % |

|  | 25,43 % |

## Vida personal
Fuera de la política, Montenegro se declara como defensor de los derechos de los animales y simpatizante de Estudiantes de la Plata.